# Eufòria Street Dance
Eufòria Street Dance (en la primera temporada anomenat Eufòria Dance) és un concurs de talents per a triar els ballarins oficials per al concurs de talents musical Eufòria. Es va emetre per primera vegada el 2 de desembre de 2022 per TV3, amb un total de 30 participants, per participar en Eufòria 2. La segona temporada —a la qual es van presentar més de 800 ballarins— es va estrenar el 22 de desembre de 2023 a la plataforma 3Cat.

## Producció i equip
El programa està produït per TV3 i la productora Veranda TV. Va presentar la primera edició del concurs Carol Rovira i els membres del jurat van ser Albert Sala, Marta Tomasa, Sandra Granada i un tercer membre que cada setmana canvia.
A la segona edició es va incorporar la coreògrafa Natalia Palomares al jurat.

## Primera temporada
Els dotze concursants que van formar part del cos de ball d'Eufòria 2 van ser:
- Reichel Jovacho (25 anys, Barcelona)
- Víctor Guillén (22 anys, Las Palmas de Gran Canaria)
- Santi Aylon (24 anys, Barcelona)
- Marina Pedrosa (21 anys, Barcelona)
- Mery Rios (27 anys, Veneçuela)
- Sheila Ortega (28 anys, Barcelona)
- Daniela Incera (17 anys, Madrid)
- Guillem Tomé (17 anys, Manresa)
- Rafa Soto (23 anys, Màlaga)
- Jan Sabater (16 anys, Hospitalet del Llobregat)
- Juan Cano (20 anys, Màlaga)
- Yaiza Espigares (27 anys, Barcelona)

## Recepció

### Audiències (1a temporada)
| Episodi            | Data original d'emissió | Espectadors | Quota de pantalla | Ref.   |
| ------------------ | ----------------------- | ----------- | ----------------- | ------ |
| El càsting         | 2 de desembre de 2022   | 203 000     | 10,4 %            | [ 8 ]  |
| Gala 1             | 9 de desembre de 2022   | 246 000     | 12,5 %            | [ 9 ]  |
| Gala 2 (Semifinal) | 16 de desembre de 2022  | 210 000     | 12,2 %            | [ 10 ] |
| La gran final      | 22 de desembre de 2022  | 163 000     | 8,6 %             | [ 11 ] |
| Millors moments    | 31 de desembre de 2022  |             |                   | [ 12 ] |